# Sportrecht
Das Sportrecht umfasst das von Sportverbänden und -vereinen aufgestellte, zivilrechtliche Regelwerk für eine bestimmte Sportart. Im weiteren Sinne umfasst es auch eine gesetzliche Querschnittsmaterie aus Vereinsrecht, Arbeitsrecht, Wirtschaftsrecht, Steuerrecht, Verwaltungsrecht, Strafrecht, Datenschutzrecht und Europarecht. Während das Sportrecht im engeren Sinne zumeist von privaten Sportgerichten (bzw. auf dem Sportplatz durch den Schiedsrichter) durchgesetzt wird, ist zweiteres (z. B. im Anwendungsbereich des Anti-Doping-Gesetzes) auch für die öffentliche (Straf-)Gerichtsbarkeit relevant. Auch wird die staatliche Sportförderung unter dem Sportrecht zusammengefasst. In einigen Ländern existiert dafür ein eigenes Sportministerium.

## Sportrecht im engeren Sinne
Das Sportrecht im engeren Sinne erfasst die Wettkampfordnungen der verschiedenen (Dach)Verbände. Dazu zählen insbesondere die Spiel- und Schiedsrichterordnungen und die Gerichtsordnungen der Sportgerichte.

### Spiel- und Schiedsrichterordnungen
Die Verbände sind bei dem Entwurf ihrer Spiel- und Schiedsrichterordnungen aufgrund ihrer nach Art. 9 Abs. 1 Grundgesetz verfassungsmäßig geschützten Verbandsautonomie weitestgehend frei in der Gestaltung ihrer Spiel- und Schiedsrichterordnung. Grenzen sind dort gesetzt, wo Verstöße gegen zwingende gesetzliche Bestimmungen, beispielsweise gegen das Allgemeine Gleichbehandlungsgesetz (AGG) zu monieren sind.

### Sportgerichtsbarkeit
Die Sportgerichtsbarkeit gliedert sich nach den Sportgerichtsbarkeitsordnungen der jeweiligen Verbände ebenso wie die staatliche Gerichtsbarkeit in verschiedene Instanzen. Sie steht insoweit grundsätzlich neben den staatlichen Gerichten. Einem Urteil der staatlichen Gerichte gleich stehen nur Entscheidungen solcher Sportgerichte, die die Voraussetzungen der §§ 1029-1066 BGB an echte Schiedsgerichte erfüllen. Zentrale Voraussetzung ist, dass das jeweilige Gericht eine unabhängige und unparteiliche Instanz darstellt und insbesondere nicht dem Verband als Partei zuzuordnen ist. Sind diese Voraussetzungen nicht erfüllt, ist gegen die Entscheidungen des Sportgerichts vollumfänglich ein (erneutes) Vorgehen vor den staatlichen Gerichten möglich. Folgende Modelle finden sich im deutschen Sportwesen:
- Verbands-/Vereinsgerichte – diese vielfältig bezeichneten Gerichte (Sportgericht, Disziplinarausschuss, Rechtsausschuss, Ehrenrat, Ehrengericht) sind von dem jeweiligen Verband eingerichtete Gremien und mangels Unabhängigkeit von den Parteien keine Schiedsgerichte im Sinne der Zivilprozessordnung[2]. Sie entscheiden regelmäßig über Sperren beispielsweise aufgrund von Verfehlungen gegen eine Spielordnung und üben in diesem Zuge Organ- und Verwaltungstätigkeiten gegen die Betroffenen aus. Gegen ihre Entscheidungen ist in Bezug auf den gesamten zugrundeliegenden Sachverhalt regelmäßig (auch) eine Klage vor einem staatlichen Gericht möglich.[3] Ihre konkrete Entscheidungskompetenz richtet sich nach der jeweiligen Schiedsgerichtsordnung.[4]
- Schiedsgerichte der Dachverbände – einzelne Dachverbände (DFB) haben (echte) Schiedsgerichte eingerichtet, die dauerhaft mit unabhängigen Schiedsrichtern besetzt sind und daher die Voraussetzungen an echte Schiedsgerichte im Sinne der ZPO erfüllen.[5] Kommt es zu einer Streitigkeit, die nach der entsprechenden Verbandsordnung dem Schiedsgericht zugewiesen ist, ist eine Klage vor einem staatlichen Gericht nach § 1032 Abs. 1 BGB gesperrt.
- Unabhängiges Deutsches Sportschiedsgericht – die Deutsche Institution für Schiedsgerichtsbarkeit (DIS)[6] in Köln unterhält dauerhaft das unabhängige Deutsche Sportschiedsgericht[7]. Es steht den Verbänden frei, in ihren jeweiligen Verbandsordnungen zu regeln, dass dieses echte Schiedsgericht entscheidungsbefugt sein solle.[5]

Auf internationaler Ebene fungiert der Court of Arbitration for Sports (CAS) als unabhängiges, dauerhaft eingerichtetes Schiedsgericht, welches nach den Rechts- und Verfahrensordnungen der internationalen Verbände zwingend anzurufen ist.

## Sportrecht im weiteren Sinne
Der Begriff des Sportrechts im weiteren Sinne umfasst diverse Rechtsgebiete in allen drei großen Kernrechtsgebieten (Zivilrecht, Öffentliches Recht, Strafrecht) und beschäftigt sich mit allen Fragen im Zusammenhang mit der Ausübung sportlicher Aktivitäten und der Organisation solcher Aktivitäten – sowohl im Amateur- als auch im Profibereich.

### Vereins- und Verbandsrecht
Da der Verein insbesondere im Breitensport nach wie vor die nahezu ausschließlich genutzte Rechtsform zur Organisation zur sportlichen Betätigung darstellt, spielt das Vereinsrecht eine wichtige Rolle im Sportrecht. Zuletzt waren über 28 Millionen Mitglieder in deutschen Sportvereinen organisiert (Stand: Oktober 2024). Ebenfalls sind die (Dach-)Verbände in der Regel in der Rechtsform des Vereins organisiert. Da de facto für jede Sportart innerhalb Deutschlands lediglich ein Dachverband existiert, der insoweit eine Monopolstellung genießt, haben Einzelpersonen und Vereine unter bestimmten Voraussetzungen einen einklagbaren Anspruch auf Aufnahme in den Dachverband.

### Arbeits- und Sozialrecht
Im Hinblick auf die Beschäftigung von Trainern, Übungsleitern aber auch Berufssportlern spielen die Regelungen des Arbeits- und Sozialrechts eine wichtige Rolle im Sportrecht.

#### Profisport
Profisportler sind in aller Regel Arbeitnehmer, da sie aufgrund ihres Vertrages mit dem jeweiligen Verein bzw. Unternehmen abhängig beschäftigt sind. Daraus resultiert die Anwendbarkeit diverser, weit überwiegend den Arbeitnehmer schützenden Regelungen wie die des Teilzeit- und Befristungsgesetzes, des Arbeitszeitgesetzes, des AGB-Rechts und des Rechts der Sozialversicherungen, wobei jedoch nach überwiegender (im Detail jedoch stark umstrittener) Ansicht die Besonderheiten der Profisportstrukturen eine weniger strenge Anwendung der arbeitnehmerschützenden Regelungen rechtfertigen. Mediale Aufmerksamkeit erlangte der Bereich des Sportarbeitsrechts durch ein Urteil des BAG im Jahr 2018 bezüglich des ehemaligen Torwarts des 1. FSV Mainz 05 Heinz Müller. Dieser hatte gegen die im Profifußball flächendeckend verbreitete wiederholte Befristung von (Arbeits-)Verträgen geklagt und in erster Instanz vor dem Arbeitsgericht Mainz dahingehend Recht bekommen, dass die Befristungsabrede wegen Verstoßes gegen § 14 Abs. 1 TzBfG unwirksam sei und ein unbefristeter Arbeitsvertrag zustande gekommen sei. Das BAG hob das Urteil auf und stellte fest, dass die wiederholte Befristung auch für Zeiträume über zwei Jahre aufgrund der Besonderheiten des professionellen Mannschaftssports nach § 14 Abs. 1 Nr. 4 TzBfG gerechtfertigt sei. Ebenso sind nach herrschender Ansicht Profitrainer typischerweise als Arbeitnehmer einzuordnen, wobei in den Verträgen mit Profitrainern aus demselben Grund eine wiederholte Befristung zulässig sein soll.

#### Breitensport
Im Bereich des Breitensports spielt das Arbeits- und Sozialrecht grundsätzlich eine weniger wichtige Rolle, da Amateursportler mit der Mitgliedschaft im Verein vorwiegend Teilnahmerechte erwerben, mit Ausnahme der Pflicht zur Entrichtung der Mitgliedsbeiträge jedoch keinen Leistungspflichten unterliegen. Amateursportler sind daher in aller Regel keine Arbeitnehmer, sondern bloße Mitglieder des Vereins.
Relevanz erlangt das Arbeits- und Sozialrecht im Breitensport bei der Beschäftigung von Trainern und Übungsleitern. Während (hauptberufliche) Trainer regelmäßig Arbeitnehmer eines Vereins sind, da sie zur Durchführung von Trainingseinheiten nach der Vorgabe des jeweiligen Vereins verpflichtet und insoweit regelmäßig umfassend weisungsabhängig sind, ist die Situation bei Übungsleitern weniger eindeutig. Je nach Vertragsgestaltung sind die entsprechenden Vertragsverhältnisse entweder als Arbeitsverträge (und die Übungsleiter entsprechend als „beschäftigt“ im Sinne der Sozialgesetzbücher) oder als Dienstverträge (und die Übungsleiter entsprechend als selbständig-Tätige) einzuordnen. Ob eine abhängige Beschäftigung vorliegt, richtet sich nach einer Gesamtschau diverser Einzelkriterien, wobei die tatsächlichen Gegebenheiten in der Ausführung der Tätigkeit stärker zu gewichten sind, als die vertraglichen Vereinbarung, was zu einer Vielzahl sich teilweise widersprechender gerichtlicher Einzelfallentscheidungen geführt hat. Für eine abhängige Beschäftigung sprechen insbesondere folgende Umstände: Urlaubsanspruch, Entgeltfortzahlungsanspruch im Krankheitsfall, Entgeltabrechnung durch den Arbeitgeber, Weisungsgebundenheit hinsichtlich Ort, Zeit und konkreter Durchführung der (Arbeits)Leistung, fehlendes finanzielles Risiko des Arbeitnehmers. Für eine selbständige Tätigkeit sprechen unter anderem folgende Kriterien: Keine Eingliederung in die Arbeitsabläufe der anderen Beschäftigten, keine Arbeitszeiterfassung, Weisungsfreiheit hinsichtlich Ort, Zeit und konkreter Durchführung der Leistung, eigene Anschaffung von Arbeitsmaterial, Vergütung nur im Erfolgsfall. Liegt eine abhängige Beschäftigung im Sinne der Sozialgesetzbücher vor, sind sowohl der Verein als auch Übungsleiter zur Abführung von Sozialversicherungsbeiträgen verpflichtet, was zu einer erheblichen finanziellen Mehrbelastung der Vereine führt.

### Steuerrecht
Nach § 3 Nr. 26a des deutschen Einkommenssteuergesetzes kommen (auch) Übungsleiter von Sportvereinen in den Genuss der sogenannten Übungsleiterpauschale. Nach dieser Regelung unterfallen nebenberufliche Einnahmen bis zu einer Höhe von jährlich 3.000 Euro nicht der Einkommenssteuer, wenn die zugrundliegende Tätigkeit für eine gemeinnützige Organisation oder eine juristische Person des öffentlichen Rechts erbracht wird. Die Tätigkeit muss im ideellen Bereich oder im Zweckbetrieb  stattfinden. Eine Anwendung des § 3 Nr. 26a EStG im steuerpflichtigen wirtschaftlichen Geschäftsbetrieb scheidet somit aus. Da Breitensportvereine in aller Regel der abgabenrechtlichen Gemeinnützigkeit unterfallen, unterliegen Einnahmen aus Übungsleitertätigkeiten für Sportvereine bis zur vorgenannten Grenze typischerweise nicht der Einkommenssteuer und der Sozialversicherung. Die Gemeinnützigkeit muss dafür in der Satzung des Vereins verankert werden (vgl. § 59 AO und § 60 AO). Darüber hinaus dürfen die strengen Regeln des Gemeinnützigkeitsrechts nach §§ 51-68 AO nicht verletzt werden, insbesondere darf keine Ausschüttung des Vereinsvermögens an Mitglieder erfolgen und keine übermäßig hohen Vergütungen an Organmitglieder gezahlt werden. Verstöße gegen diese Regelungen können einen Entzug der Gemeinnützigkeit für die Zukunft, in schwerwiegenden Fällen auch für die Vergangenheit und eine auch rückwirkende Steuernachzahlungspflicht nach sich ziehen (vgl. § 61 Abs. 3 AO).

### Verwaltungsrecht
Im Bereich des Verwaltungsrechts bestehen Bezüge zum Sportrecht insbesondere im Bereich der Gefahrenabwehr und Kostentragung im Zusammenhang mit Großveranstaltungen.

#### Gefahrenabwehr
Die jeweiligen Ordnungsbehörden erlassen insbesondere im Zusammenhang mit Fußballspielen regelmäßig Verfügungen (Platzverweis, Betretungsverbot, …) gegenüber Zuschauern, die dem Bereich des Gefahrenabwehrrechts und damit dem Verwaltungsrecht zuzuordnen sind. Die entsprechende Kompetenzverteilung und Rechtmäßigkeit solcher Maßnahmen richtet sich nach den jeweiligen Landesgesetzen (beispielsweise POG RP, PolG BW und SOG HH).

#### Kostentragung bei Großveranstaltungen (insbesondere bei Fußballspielen)
Bis Anfang 2025 war von den Verwaltungs- und Verfassungsgerichten ungeklärt, ob die Bundesländer befugt sind, Veranstalter von (Sport)Großveranstaltungen zur Kostenerstattung für die Kosten heranzuziehen, die durch den Einsatz von übermäßigen Polizeikräften entstanden. Brisanz erlangte diese Frage regelmäßig im Zusammenhang mit Fußballspielen der von der deutschen Fußballliga (DFL) ausgetragenen Bundesliga, da insbesondere bei Hochrisikospielen regelmäßig erhebliche (Mehr)Kosten durch den Einsatz zusätzlicher Polizeikräfte zur Absicherung der Spiele entstanden. Nunmehr dürfte durch die abschließenden Entscheidungen des Bundesverwaltungsgerichts und des Bundesverfassungsgerichts geklärt sein, dass eine Inanspruchnahme der Veranstalter für solche Mehrkosten zulässig ist, wenn zuvor im Bundes- oder Landesrecht eine entsprechende gesetzliche Grundlage geschaffen wurde.
Nach einhelliger Ansicht ist die Abwehr von Gefahren Kernaufgabe des Staates, die sich aus dem verfassungsrechtlichen Gewaltmonopol des Staates ergibt. Daraus resultiert, dass Gefahrenabwehrmaßnahmen (wie der Einsatz von Polizeikräften oder die Sicherung von öffentlichen Anlagen) wie alle anderen staatlichen Aufgaben grundsätzlich mit Steuermitteln zu finanzieren sind (Prinzip des Steuerstaates nach Art. 105 GG). Gleichzeitig ist seit einer Grundsatzentscheidung des Bundesverfassungsgerichts von 1954 anerkannt, dass der Staat sich auch durch nichtsteuerliche Abgaben finanzieren kann, die in einfachen Gesetzen durch Bund und Länder nach Art. 70 ff. GG festgelegt werden können, jedoch bestimmten Voraussetzungen unterliegen.
Als erstes Bundesland schaffte der Stadtstadt Bremen im Jahr 2014 eine gesetzliche Regelung für eine Kostenerstattungspflicht im Hinblick auf solche Mehrkosten: Auf Basis des zum 8. November 2014 eingeführten Absatz 4 in § 4 des Gebühren- und Beitragsgesetzes des Stadtstaats Bremen (BremGebBeitrG) stellte die Stadt Bremen der DFL als Veranstalter des am 19. April 2025 ausgetragenen Hochrisikospiels des SV Werder Bremen gegen den Hamburger SV im Bremer Weserstadion einen Betrag in Höhe von 425.718,11 € aufgrund von zusätzlich-notwendigem Polizeipersonal in Rechnung. Den Betrag errechnete die Stadt Bremen als Differenz zwischen den tatsächlich entstandenen Kosten in Höhe von 502.529,76 € und den üblicherweise bei nicht-Hochrisikospielen entstandenen Kosten in Höhe von 76.811,65 €. Hiergegen wandte sich die DFL vor das Verwaltungsgericht Bremen und bekam im Jahr 2017 zunächst Recht, wobei das Verwaltungsgericht seine Entscheidung maßgeblich darauf stützte, dass eine Inanspruchnahme zwar grundsätzlich in Betracht komme, die Vorschrift des § 4 Abs. 4 BremGebBeitrG jedoch nicht hinreichend bestimmt und daher rechtswidrig sei, da ein Veranstalter vor Austragung der Veranstaltung nicht erkennen könne, welche Kosten auf ihn zukämen. Auf die Berufung der Stadt Bremen entschied das Oberverwaltungsgericht Bremen 2018, die Vorschrift sei hinreichend bestimmt und der Bescheid rechtmäßig ergangen, woraufhin die DFL vor das Bundesverwaltungsgericht zog, welches 2019 die Rechtmäßigkeit im Kern bestätigte, jedoch die Erwägungen des Oberverwaltungsgerichts zur Kostenberechnung monierte. Das Bundesverwaltungsgericht entschied sich sodann zu einer Zurückverweisung an das Oberverwaltungsgericht, welches die Argumentation zur Kostenentscheidung 2020 nachbesserte und keine erneute Revision zuließ. Gegen diese Entscheidung zog die DFL abermals vor das Bundesverwaltungsgericht, wo die Beschwerde hinsichtlich der Nichtzulassung der Revision 2021 abgewiesen wurde. Final erhob die DFL im Nachgang eine Urteilsverfassungsbeschwerde zum Bundesverfassungsgericht, die am 14. Januar 2025 ebenfalls abgewiesen wurde.

### Strafrecht
Strafrechtliche Bezüge zum Sportrecht finden sich in verschiedenen Facetten sowohl im Profi- als auch im Breitensport, weshalb hier eine Aufteilung nach dem zugrundeliegenden Verhalten des potenziellen Täters vorgenommen wird.

#### Übertreten der Wettkampfregeln (insbesondere bei Kontaktsport)
Eine Strafbarkeit eines Teilnehmers an einem sportlichen Ereignis kann sich daraus ergeben, dass die vereinbarten Regeln des Wettkampfes willentlich oder fahrlässig übertreten werden und eine konkludente Einwilligung des Kontrahenten das Verhalten des Täters nicht mehr erfasst. In diversen Sportarten werden planmäßig Handlungen vorgenommen, die für sich genommen den Straftatbestand der einfachen, gefährlichen oder gar schweren Körperverletzung nach §§ 223 - 226 StGB erfüllen können, beispielsweise beim Boxen, Judo, American Football, Handball oder Fußball. Die Strafbarkeit eine solchen Verhaltens wird jedoch verneint, wenn bei der Ausübung des Sports die Wettkampfregeln beachtet werden. Begründet wird dieses Ergebnis mit unterschiedlichen Argumenten: Einerseits wird vorgebracht, jeder Teilnehmer an einer solchen Aktivität willige zumindest konkludent in alle Behandlungen durch die anderen Teilnehmer ein, die im Rahmen der Wettkampfregeln typischerweise zu erwarten seien (rechtfertigende Einwilligung). Andererseits wird argumentiert, entsprechende Behandlungen durch andere Teilnehmer unterfielen dem eigenverantwortlichen Risiko des verletzten Teilnehmers und erfüllten demnach schon nicht den Tatbestand der strafrechtlichen Körperverletzungsdelikte (Figur der sozialen Adäquanz bzw. des erlaubten Risikos). Einigkeit besteht im Ergebnis dahingehend, dass grob regelwidriges Verhalten, durch welches eine Verletzung eines anderen Teilnehmers eintritt, grundsätzlich die entsprechenden Straftatbestände erfüllt. Darunter fällt nicht bloß das konkret-regelwidrige Verhalten im Wettkampf (wie beispielsweise die Tätlichkeit im Fußball), sondern jede Regelübertretung, die sich auf den Wettkampf und die Beeinträchtigung anderer Teilnehmer auswirkt, wie beispielsweise die Einnahme von Dopingmitteln vor einem Boxkampf. Mediale Aufmerksamkeit erlangte insoweit der ehemalige Profi-Boxer Felix Sturm, der im Jahr 2020 durch das LG Köln unter anderem wegen Körperverletzung infolge der Einnahme von Dopingmitteln zu einer Gesamtfreiheitsstrafe von drei Jahren verurteile wurde.

#### Anti-Doping-Gesetz (AntiDopG)
Seit der Einführung des Anti-Doping-Gesetzes am 10. Dezember 2015 stehen nach § 4 AntiDopG sowohl die Herstellung als auch der Handel mit Dopingmitteln, die in der Anlage I des Internationalen Übereinkommens vom 19. Oktober 2005 gegen Doping im Sport gelistet sind, unter Strafe. Eine Strafbarkeit schon aufgrund der bloßen Einnahme solcher Dopingmittel besteht lediglich für Spitzensportler (definiert in § 4 Abs. 7 Nr. 1 AntiDopG als Personen, die als Mitglied eines Testpools im Rahmen der Dopingkontrolle Trainingskontrollen unterliegt) und für sonstige Personen mit erheblichen Einnahmen aus der entsprechenden sportlichen Betätigung.

#### Betrügerische Handlungen
Ebenfalls kommt bei der Anwendung nicht vorgesehener Hilfsmittel und der vorsätzlichen Übertretung von Wettkampfregelungen zur Erlangung eines Vorteils gegenüber anderen Teilnehmenden an Sportveranstaltungen eine Betrugsstrafbarkeit nach § 263 StGB bzw. auch nach § 263a StGB im E-Sport-Bereich in Betracht. So täuscht ein Sportler, der Dopingmittel einnimmt, sowohl den Veranstalter als auch andere Teilnehmer darüber, dass er die Wettkampfregeln missachten werde und erlangt im Falle des Obsiegen hierdurch in Form von Preisgeld einen finanziellen Vorteil. Ebenso kommt eine Strafbarkeit eines E-Sportlers in Betracht, der sich durch Cheating einen Vorteil im E-Sport-Bereich verschafft; ob die Tatbestände des Strafgesetzbuchs diese Fälle bisher ausreichend abdecken, ist in der juristischen Literatur bisher lediglich geringfügig diskutiert worden. Besonders normiert ist im deutschen Recht der Sportwettbetrug nach § 265c StGB. Demnach macht sich strafbar, wer als Sportler, Trainer oder Schiedsrichter einen Vorteil für sich oder einen Dritten oder eine Gegenleistung dafür fordert, dass er eine Manipulation eines Wettkampfes vereinbart, um sich oder einem Dritten einen Vermögensvorteil zu verschaffen.

### Datenschutzrecht
Seit der Einführung der DSGVO ist das Datenschutzrecht aus keinem übergeordneten Rechtsgebiet wegzudenken. Im Sportrecht finden sich Berührungspunkte bei der Datenverarbeitung von personenbezogenen Mitgliederdaten im Breiten- und Profisport sowie bei der Verarbeitung von personenbezogenen Daten bei dem Scouting von Nachwuchsspielern im Profibereich.

## Juristische Literatur und Fortbildungsmöglichkeiten
Es gibt drei deutschsprachige Sportrechtszeitschriften: Die Zeitschrift für Sport und Recht (SpuRt), Causa Sport und Sportrecht und E-Sportrecht in der Praxis (SpoPrax).
Studiengänge zum LL.M. in Sportrecht bieten ab dem Wintersemester 2015/2016 die Universität Bayreuth und die Universität Gießen an. Die Bucerius Law School bietet seit 2016 ein „Bucerius Summer Program in Sports Law“ an.
Seit 2019 besteht die Möglichkeit für Rechtsanwälte, den Fachanwaltstitel im Sportrecht zu erwerben.